# 파타 (도검)

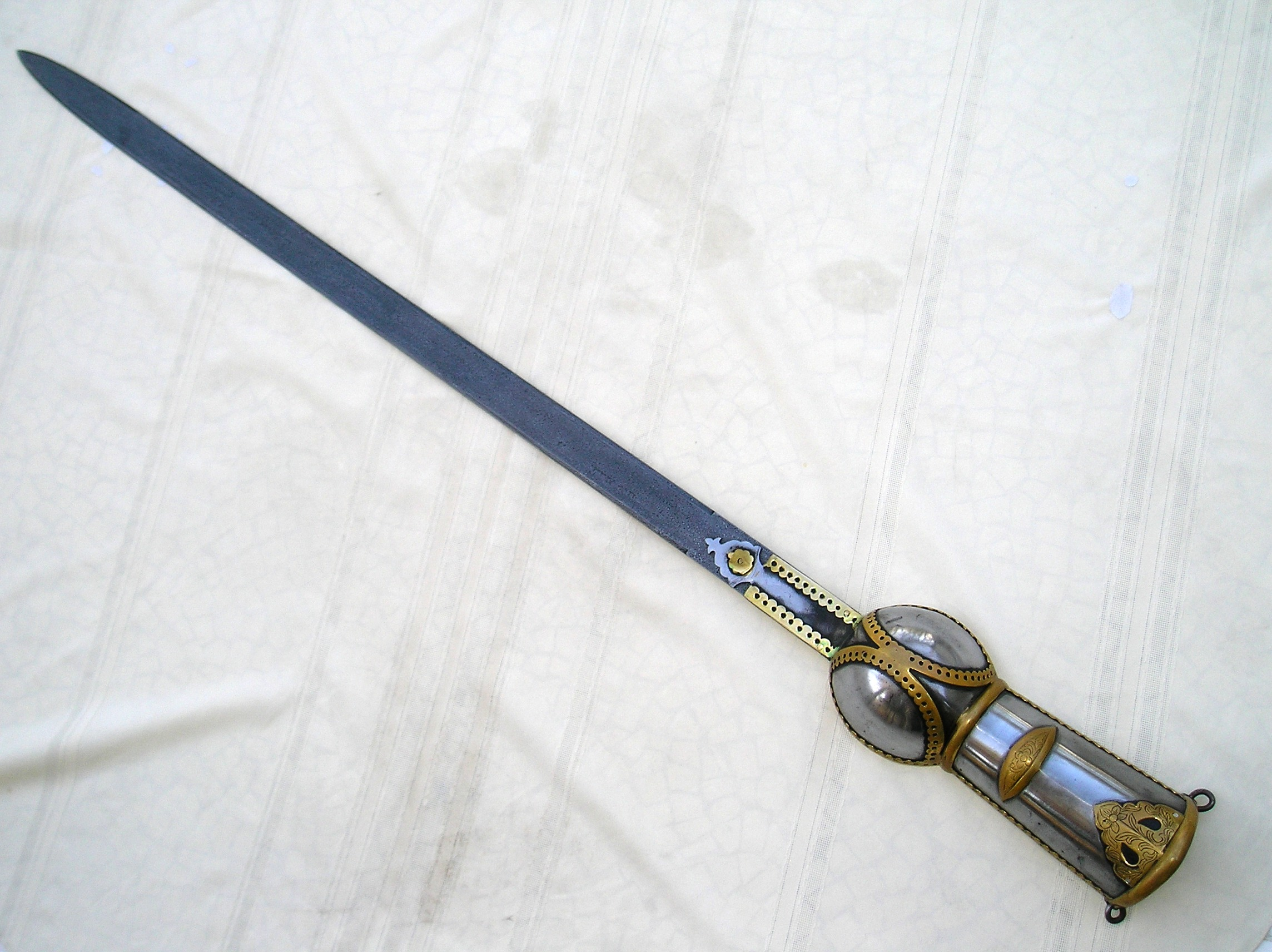

파타(마라티어: दांडपट्टा)는 인도의 도검이다. 칼과 농수가 일체로 되어 있다.
마라타 전사들이 파타 한 쌍을 양 손에 장비하고 싸웠다. 또 한 손에는 파타, 다른 손에는 투창이나 도끼를 장비하는 방법도 있었다. 찌르기 능력을 사용해 기병이 사용하기도 했다.
파타는 무굴 제국 시기에 만들어져서 마라타가 패권을 드러내던 17세기에만 거의 사용되었다.

## 같이 보기
- 브로드소드
- 차크람